# Soleane, Lenine
Soleane (în ucraineană Соляне) este un sat în comuna Semîsotka din raionul Lenine, Republica Autonomă Crimeea, Ucraina.

## Demografie
Componența lingvistică a localității Soleane
     Rusă (93,41%)
     Ucraineană (4,4%)
Conform recensământului din 2001, majoritatea populației localității Soleane era vorbitoare de rusă (93,41%), existând în minoritate și vorbitori de ucraineană (4,4%) și armeană (1,1%).